# اس‌ام یو-۴۲
اس‌ام یو-۴۲ (به انگلیسی: SM U-42) یک زیردریایی بود که طول آن ۶۵ متر (۲۱۳ فوت ۳ اینچ) بود. این زیردریایی در سال ۱۹۱۵ ساخته شد.